# 拉維河

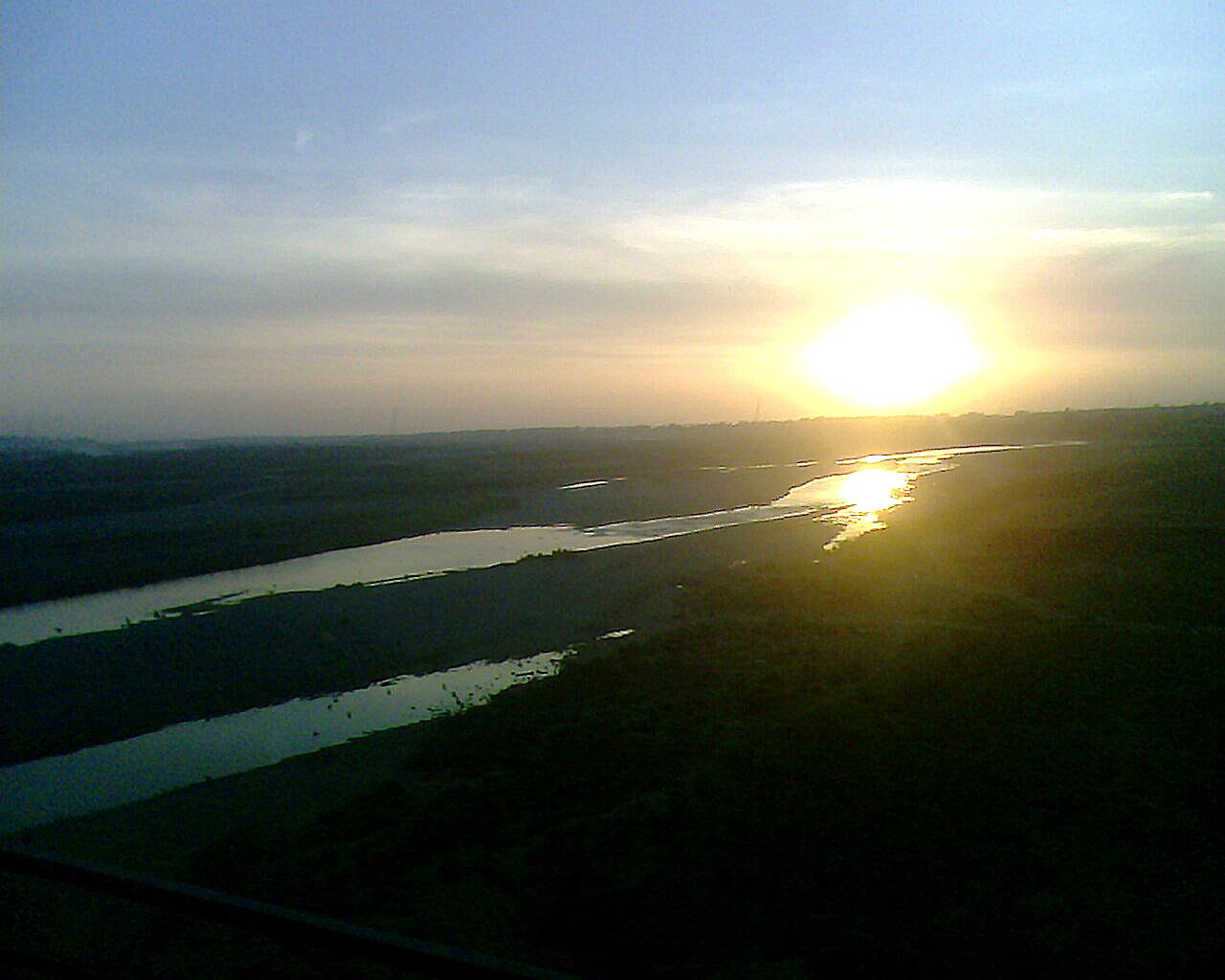
印度帕坦科特境內的拉維河。

拉維河是印度河中游的主要支流之一，發源於印度喜馬偕爾邦，從伯索利以南的馬多普爾流入巴基斯坦，在鍚德奈附近注入奇納布河。拉維河流域面積11,600平方公里，河長725公里。
由於印度河及其他好幾條支流都是從印度流入巴基斯坦，兩國在水資源的分配上出現爭議，後由世界銀行介入調停，經多年努力，兩國於1960年9月達成《印度河水協定》。根據協定，拉維河、薩特萊傑河及比亞斯河劃歸印度。